# Christine Stoetz
Johanna Christina Maria Elisabeth (Christine) Stoetz (Amsterdam, 18 februari 1829 – aldaar, 19 april 1897) was een Nederlands actrice en alt.
Ze werd geboren binnen het gezin van theatermuzikant/concertmeester Franciscus Nicolaus Stoetz en actrice Louise Majofski. Broer Frans Stoetz werd violist. Op 23 mei 1850 huwde ze boekhandelaar Anton Simon van Westerhoven, van wie ze in 1870 scheidde. Uit dat huwelijk kwamen Marie van Westerhoven, Francisca van Westerhoven en Louis van Westerhoven, alle drie acteurs voort. 

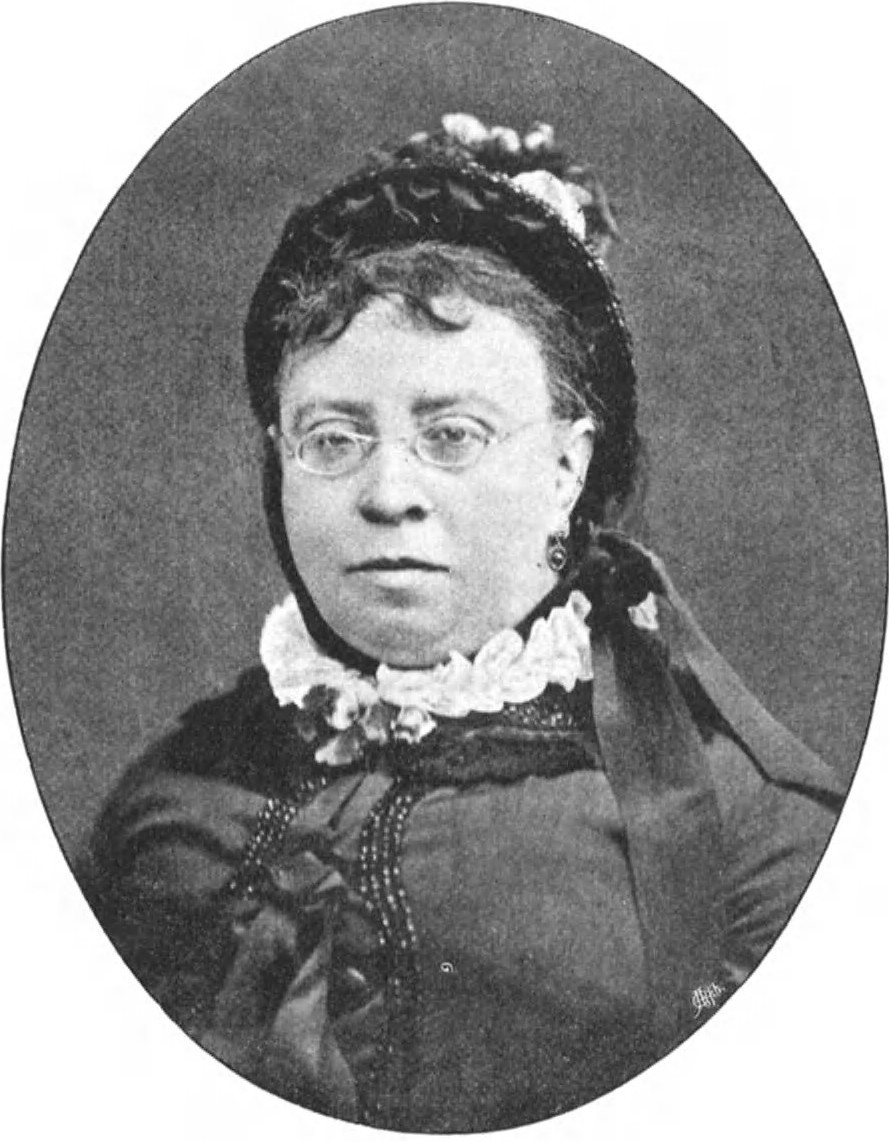
Christine Stoetz

Van huis uit was ze zangeres en gaf lessen in pianospel en zang. Haar man eiste dat ze met die bezigheden stopte toen ze getrouwd waren. Echter van Westerhoven was maar zelden thuis wat uitliep op de scheiding. Ze schijnt pas op 26-jarige leeftijd weer met het uitoefenen van het beroep te zijn begonnen. Ze zong vanaf 1875 jarenlang bij de Hollandsche Schouwburg, waar ze tot aan haar dood zong en speelde. Ze was aangesloten bij de "Koninklijke Vereniging Het Nederlandsch Tooneel" en de "Nederlandsche Tooneelvereeniging". Haar debuut als actrice vond echter plaats in Brussel (1885). Maria Kleine-Gartman vond haar een uitstekend actrice. Ze werd in 1897 geroemd om haar natuurlijke spel.
Enkele rollen:
- Vrouw van Ommeren in Zege na strijd van Hendrik Jan Schimmel
- Voedster in Romeo en Julia
- Huishoudster in Abt Constantijn van Cremieux en Decoucelle
- Een in- en uitval van Engbert Gerard Frederik Smit Kleine
- Kommerijn in Leeuwendalers van Joost van den Vondel
- Pieternel in De bruiloft van Kloris en Roosje van Dirk Buysero (laatste rol)

Zij gaf voorts lessen aan de Amsterdamse Toneelschool, ze trad daarbij in de voetsporen van Maria Kleine-Gartman. Betty Holtrop-van Gelder en Adriaan van der Horst waren leerlingen van haar. 
De actrice overleed na een lang ziekbed aan hartklachten. Ze werd vanuit het R.K. Ziekenverpleging aan de Herengracht 124 (de voorloper van het Onze Lieve Vrouwe Gasthuis) via het Leidseplein langs de Stadsschouwburg vervoerd naar de begraafplaats De Liefde. Hendrik Alexander Sangster legde haar in een portret vast, dat in het bezit is van de Stadsschouwburg. Het Amsterdamse Christine Stoetzhof is naar haar genoemd.